# Musca larvarum
Musca larvarum là một loài ruồi trong họ Tachinidae.